# Juan Emanuel Uriaz
Juan Emanuel Uriaz Fernández, (Rosario, 5 de fevereiro de 1989) é um futebolista argentino que atua na posição de meio-campo. Joga atualmente pelo Shanghai Shenhua. "El Flaquito", como é chamado, começou a sua carreira no Rosario Central em 2008, até ser emprestado ao Atlético Huila em 2010.

## Carreira

### Início no Rosario Central e empréstimo ao Atlético Huila
Uriaz despontou como uma grande revelação no futebol argentino. Cria da base do Rosario Central, recebeu sua primeira oportunidade em 2008, ainda com 19 anos de idade, em partida contra o River Plate. No início de 2010, Uriaz foi emprestado por um ano ao modesto colombiano Atlético Huila, seis meses antes do clube no qual foi revelado ser rebaixado para a Primera B Nacional. Uriaz se destacou no futebol colombiano, e logo despertou interesse do futebol chinês.

### Transferência ao Shanghai Shenhua e sucesso no Auckland City
No início de 2011, Uriaz foi vendido ao Shanghai Shenhua por uma taxa aproximada em 2 milhões de dólares por um contrato de três anos. Lá jogou ao lado de jogadores famosos, como o zagueiro brasileiro Renato Silva e os atacantes Nicolas Anelka e Didier Drogba. Apesar do destaque, teve dificuldades de adaptação e sofreu com lesões. Assim, no início de 2012, foi emprestado ao australiano Sydney FC por um ano, sendo companheiro de clube do italiano Alessandro Del Piero. Seu bom desempenho na Austrália fez surgir interesses de clubes estrangeiros, porém Uriaz renovou seu contrato de empréstimo com o Sydney FC por mais um ano. Porém, novas lesões o impediu de ajudar o clube a obter melhores colocações na A–League.